# Audi A8
Audi A8 este un sedan de lux cu patru uși, de dimensiuni complete, fabricat și comercializat de producătorul german de automobile Audi din 1994. Succedând Audi V8 și acum în a patra generație, A8 a fost oferit atât cu tracțiune față, fie cu tracțiune integrală permanentă - și în variantele cu ampatament scurt și lung. Primele două generații au folosit platforma Volkswagen Group D, generația actuală derivând din platforma MLB. După lansarea modelului original din 1994, Audi a lansat a doua generație la sfârșitul anului 2002, a treia la sfârșitul anului 2009 și a patra și actuala iterație în 2017.
Remarcabil pentru a fi prima mașină de piață în masă cu șasiu din aluminiu, toate modelele A8 au folosit această metodă de construcție co-dezvoltată împreună cu Alcoa și comercializată ca Audi Space Frame.
O versiune performantă, modernizată mecanic, a modelului A8 a debutat în 1996 sub numele de Audi S8. Produs exclusiv la fabrica Audi Neckarsulm, S8 este echipat standard cu sistemul de tracțiune integrală quattro Audi și este disponibil sub formă de ampatament scurt și lung, acesta din urmă urmând să fie în 2020.